# Pic de Goa
Chrysocolaptes festivus
Espèce
Statut de conservation UICN

 LC  : Préoccupation mineure
Le Pic de Goa (Chrysocolaptes festivus)  est une espèce  d'oiseaux d'Asie du Sud appartenant à la famille des Picidae. Son aire de répartition s'étend sur l'Inde, le Népal et le Sri Lanka.

## Liste des sous-espèces
D'après la classification de référence (version 5.2, 2015) du Congrès ornithologique international, cette espèce est constituée des deux sous-espèces suivantes :
- Chrysocolaptes festivus festivus (Boddaert, 1783)
- Chrysocolaptes festivus tantus Ripley, 1946

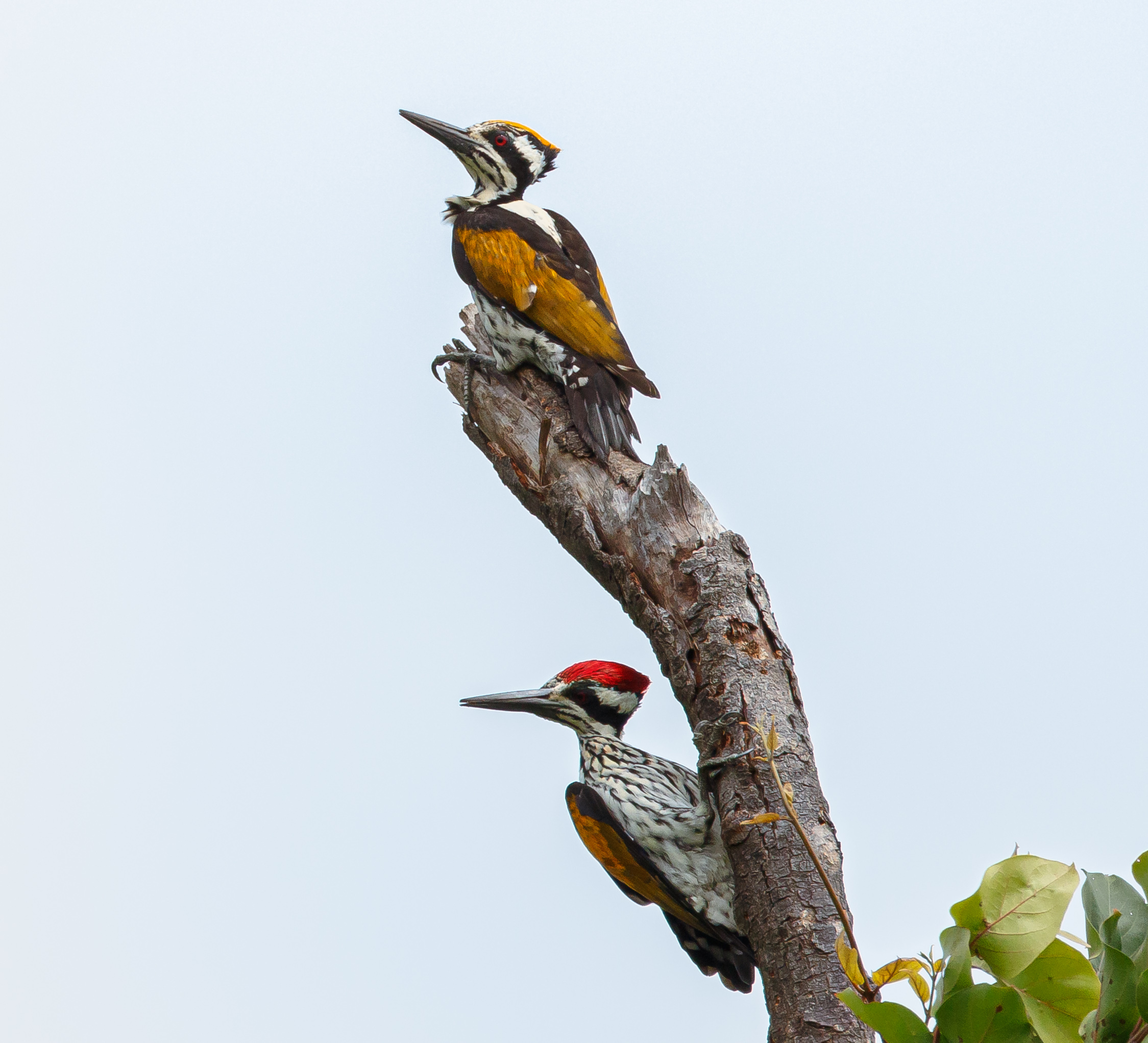
Femelle (crête jaune, en haut) et mâle (crête rouge, en bas) sur une branche.